# Парохтио
Парохтио (грч. Παρόχθιο) је насељено место у општини Кукуш у периферији Средишња Македонија, Грчка. Према попису из 2021. године било је 34 становника.
Према бугарском географу и историчару, Василу Канчову, у Парохтиу је 1900. године живело 156 Турака. Године 1924. турско становништво је принудно исељено у Турску а на њихово место су насељене грчке избегличке породице из Турске. На попису из 1928. године Парохтио је имао 115 становника. Село се раније звало Коџа Махала.